# Préfecture d'Eslamchahr
La préfecture d'Eslamchahr (persan : شهرستان اسلام‌شهر) est une préfecture de la province de Téhéran en Iran. Sa capitale est Eslamchahr. D'après le recensement de 2006, elle compte 447 192 habitants.
Eslamshahr est divisé en trois districts : le district central (en)/Firuz Bahram, le district Ahmadabad-e Mostowfi (en) et le district Chahardangeh (en). On y compte trois villes : Eslamchahr (Firuz Bahram), Ahmadabad-e Mostowfi (en) et Chahardangeh (en).

## Galerie

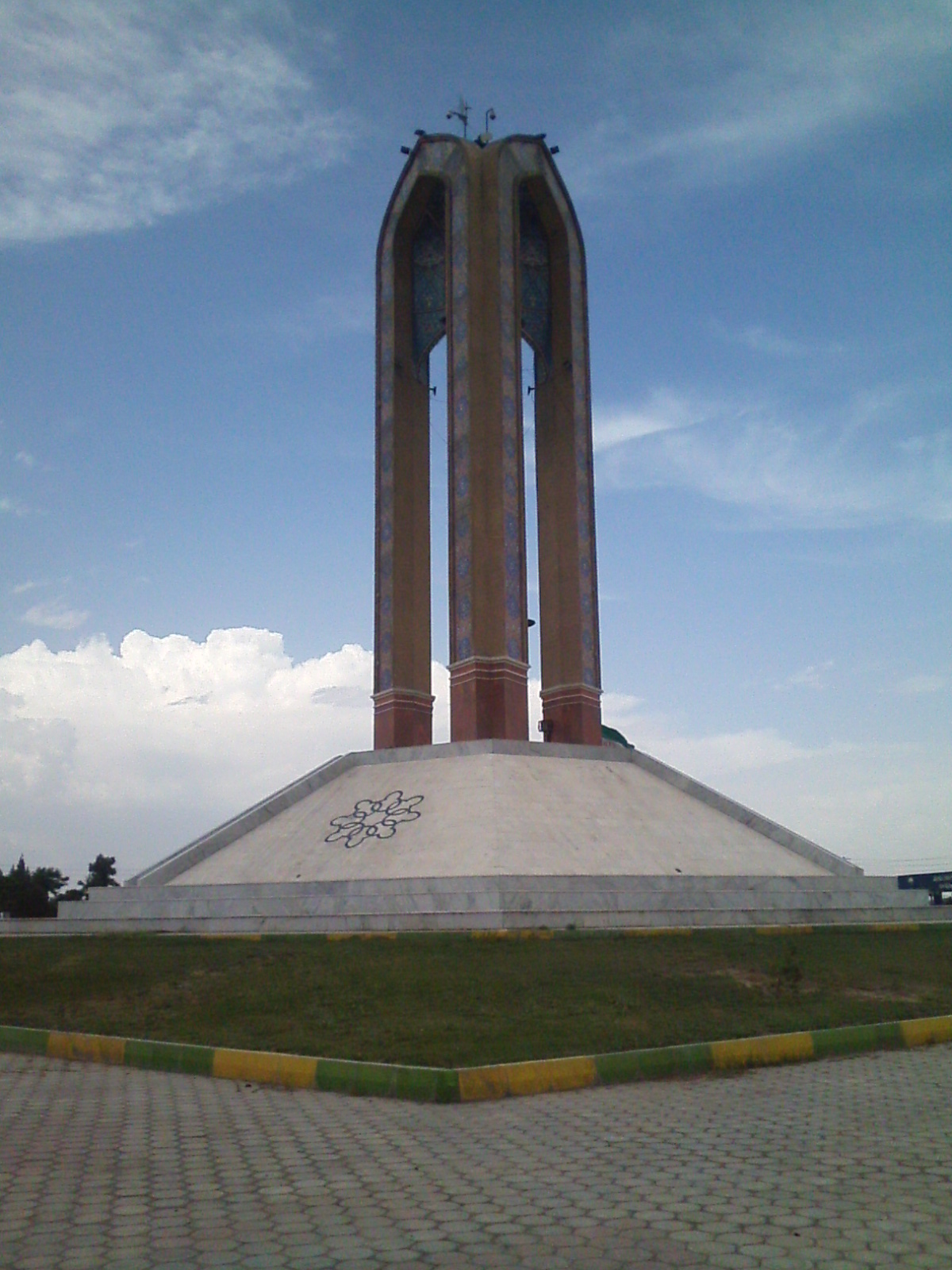
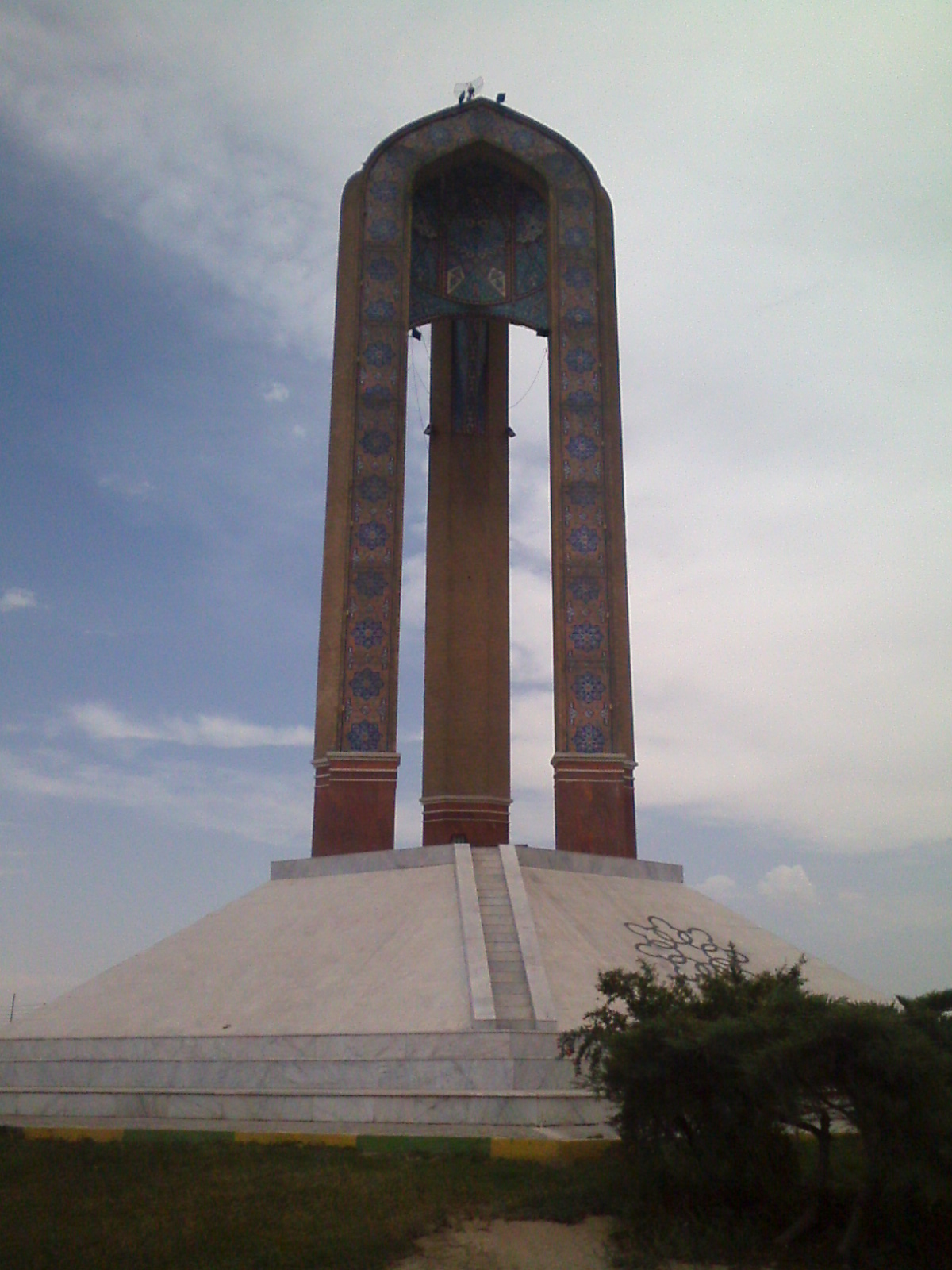
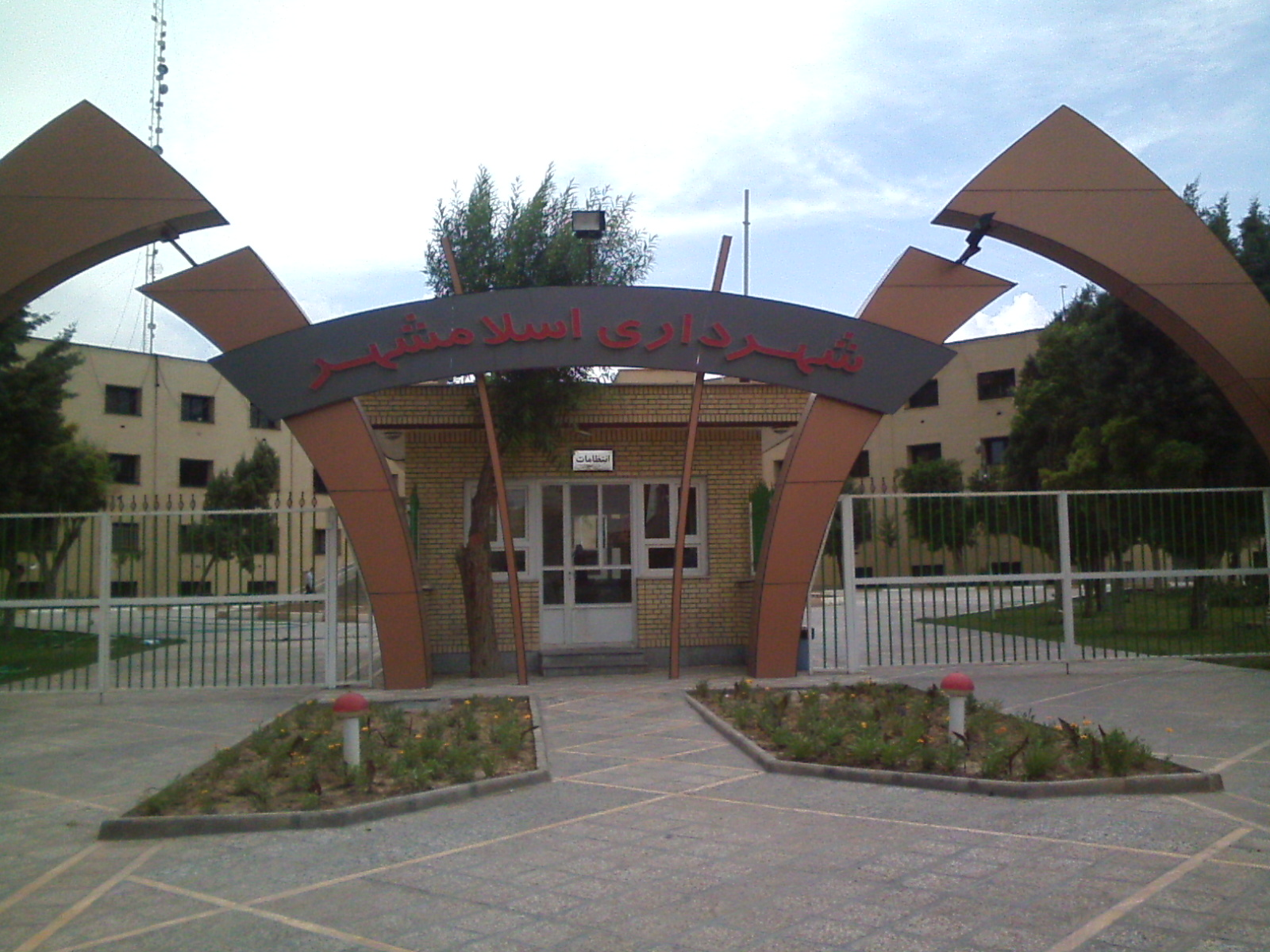
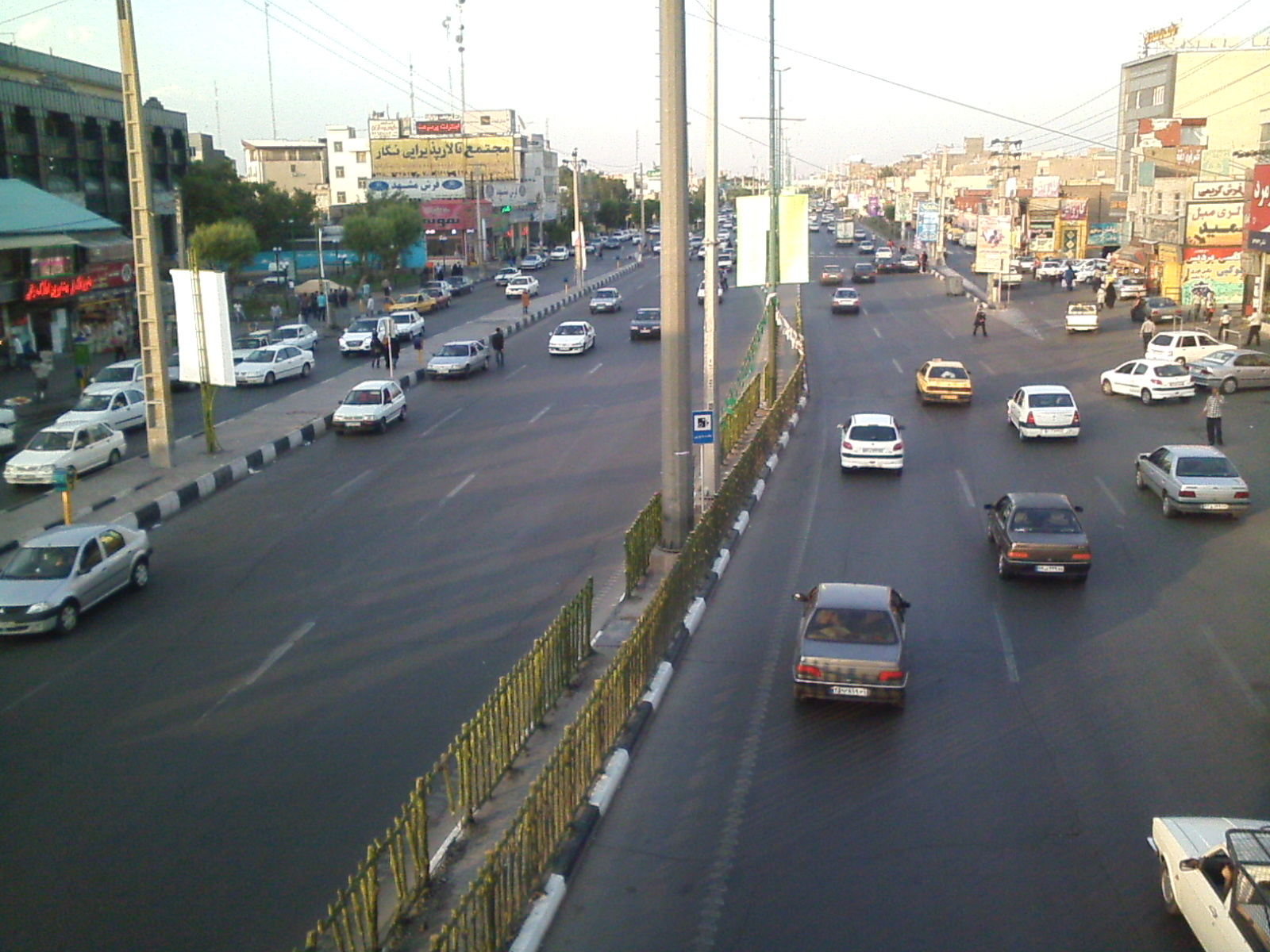